# 高陽索諾天空槍手
高陽索諾天空槍手為韓國職業籃球隊，以韓國京畿道高陽市作為球隊所在地，參加韓國籃球聯賽。

## 歷史
1996年3月，東洋制果籃球隊（동양제과 농구단）成立。1997年1月，在韓國籃球聯賽（KBL）開打前，東洋制果選擇使用「獵戶座」（오리온스）作為球隊名。2003年9月，由於球隊最大股東東洋制果更名為好丽友（오리온），球隊從「大邱東洋獵戶座」（대구 동양 오리온스）更名為「大邱獵戶座」（대구 오리온스）。2011年6月，球隊決定2011-12賽季搬遷至高陽市，因此隊名更改為「高陽獵戶座」（고양 오리온스）。2015年9月，球隊更名為「高陽好麗友獵戶座」（고양 오리온 오리온스）。
2022年4月29日，高陽好麗友獵戶座表示日初資產管理（데이원자산운용）有意收購球隊。5月11月，高陽好麗友獵戶座表示已於5月10日與日初資產管理簽署轉讓合約。6月24日，KBL批准收購高陽好麗友獵戶座的日初體育（데이원스포츠）的會員資格，入會費為15億韓圓。8月25日，日初體育舉行球隊成立儀式，與胡蘿蔔財產保險簽訂冠名贊助合約，吉祥物為青蛙，球隊取名為「高陽胡蘿蔔跳蛙」（고양 캐롯 점퍼스）。10月12日，日初體育表示已繳納頭期入會費5億韓圓。2023年3月2日，日初體育表示已終止與胡蘿蔔財產保險的冠名贊助合約，球隊更名為「高陽日初跳蛙」（고양 데이원 점퍼스）。但根據KBL規定，球隊需經KBL董事會批准才能更名。3月30日，高陽胡蘿蔔跳蛙表示已繳納剩餘入會費10億韓圓。5月2日，2022-23賽季結束以後，KBL批准高陽胡蘿蔔跳蛙更名為「高陽日初跳蛙」。6月16日，由於高陽日初跳蛙無法解決自身財務問題，KBL撤銷其會員資格。
2023年7月7日，KBL表示已選定大明索諾集團索諾國際（소노인터내셔널）作為KBL第十隊的候選公司。7月27日，KBL批准索諾國際的會員資格，球隊取名為「高陽索諾天空槍手」（고양 소노 스카이거너스）。8月3日，有別於日初體育，索諾國際一次性繳納入會費15億韓圓。9月20日，索諾國際舉行高陽索諾天空槍手的成立儀式。